# Коттедж

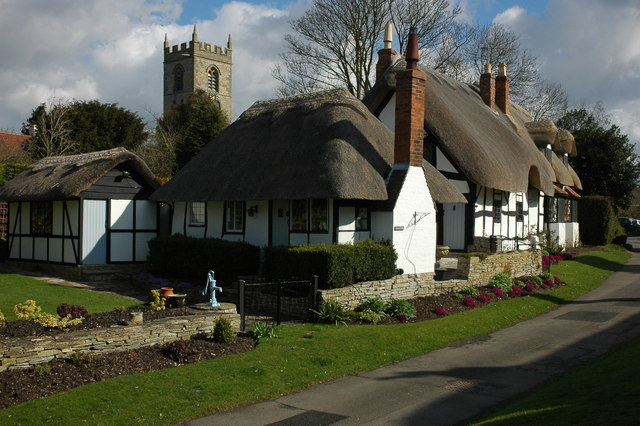
Типичный английский коттедж с соломенной крышей — Ten Penny Cottage (коттедж «Десять пенни») — в Уэлфорд-на-Эйвон, Уорикшир

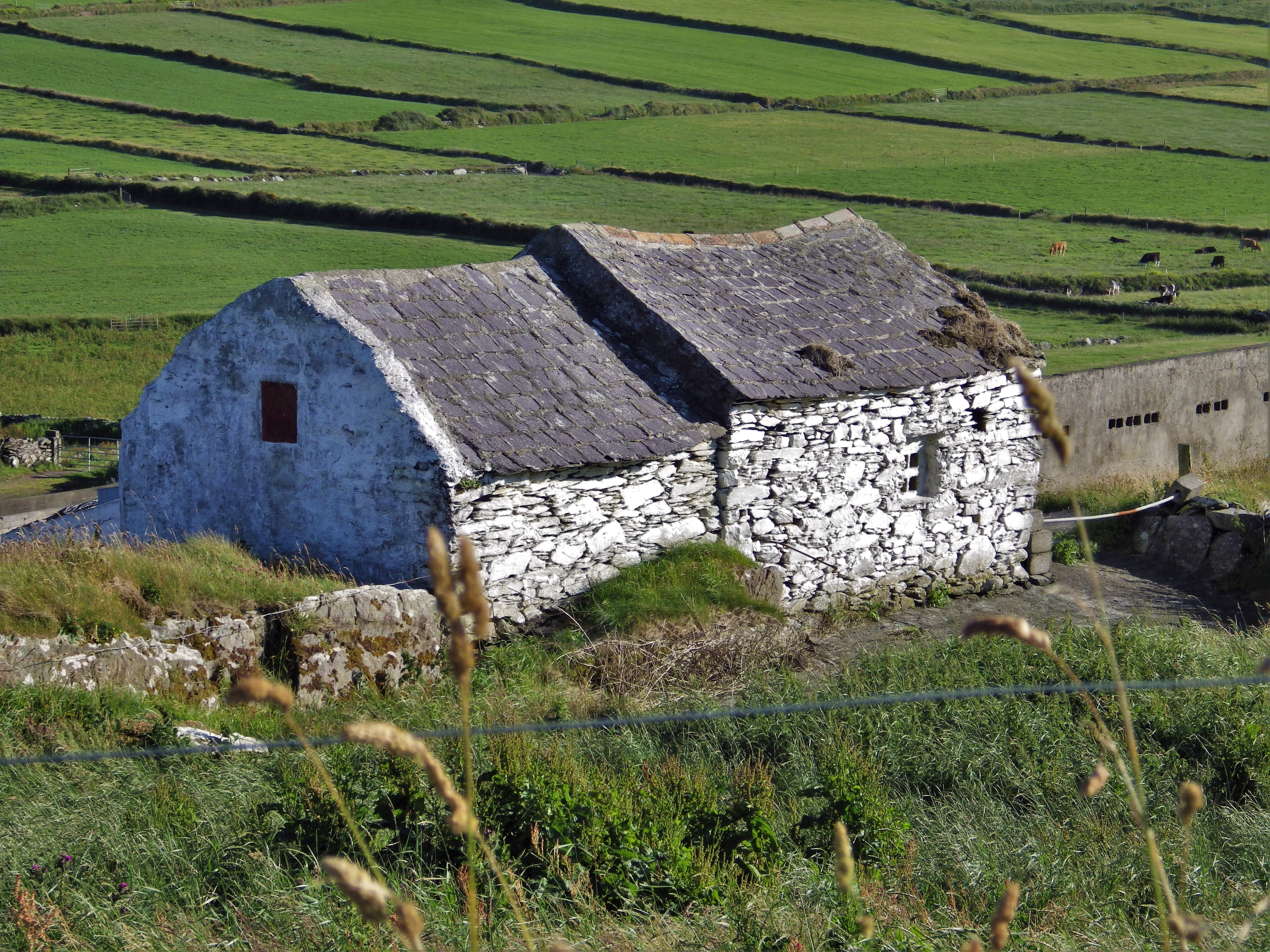
Обычный вид на западе Ирландии — каменный коттедж XIX века в Карригманусе, графство Корк.

Котте́дж (от англ. cottage) — индивидуальный городской или сельский малоэтажный (обычно двухэтажный) жилой дом с небольшим участком прилегающей земли для постоянного или временного проживания одной нуклеарной семьи. Первый этаж занимают такие помещения как гостиная, кухня, санузел, котельная, часто гараж для легкового автомобиля; второй — спальня(и).
Русский термин коттедж не следует смешивать с англ. cottage. В английском языке коттедж — простой домик, обычно расположенный в сельской местности, или домик фермера.

## Материалы и конструкции
Применительно ко всей мировой практике, классическими строительными материалами коттеджа являются: природный камень и красный кирпич, дерево, бетон и железобетон. В последние десятилетия распространение получили коттеджи из сэндвич-панелей и газобетона.
Материалы кровли варьируются от соломы или дерева до различных видов черепиц (металлическая, бетонная, глиняная, каменная, битумно-полимерная и др.).

## История

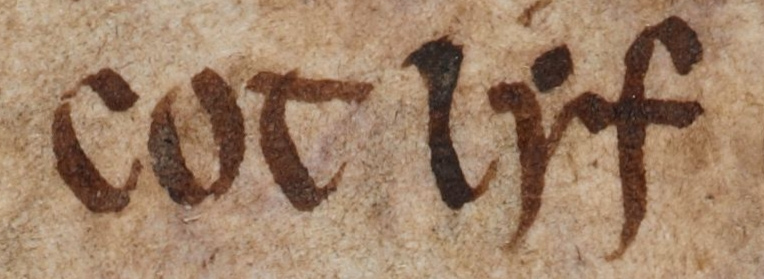
«Cotlyf» был ранним английским словом для маленькой деревни, которая позже превратилась в «коттедж».

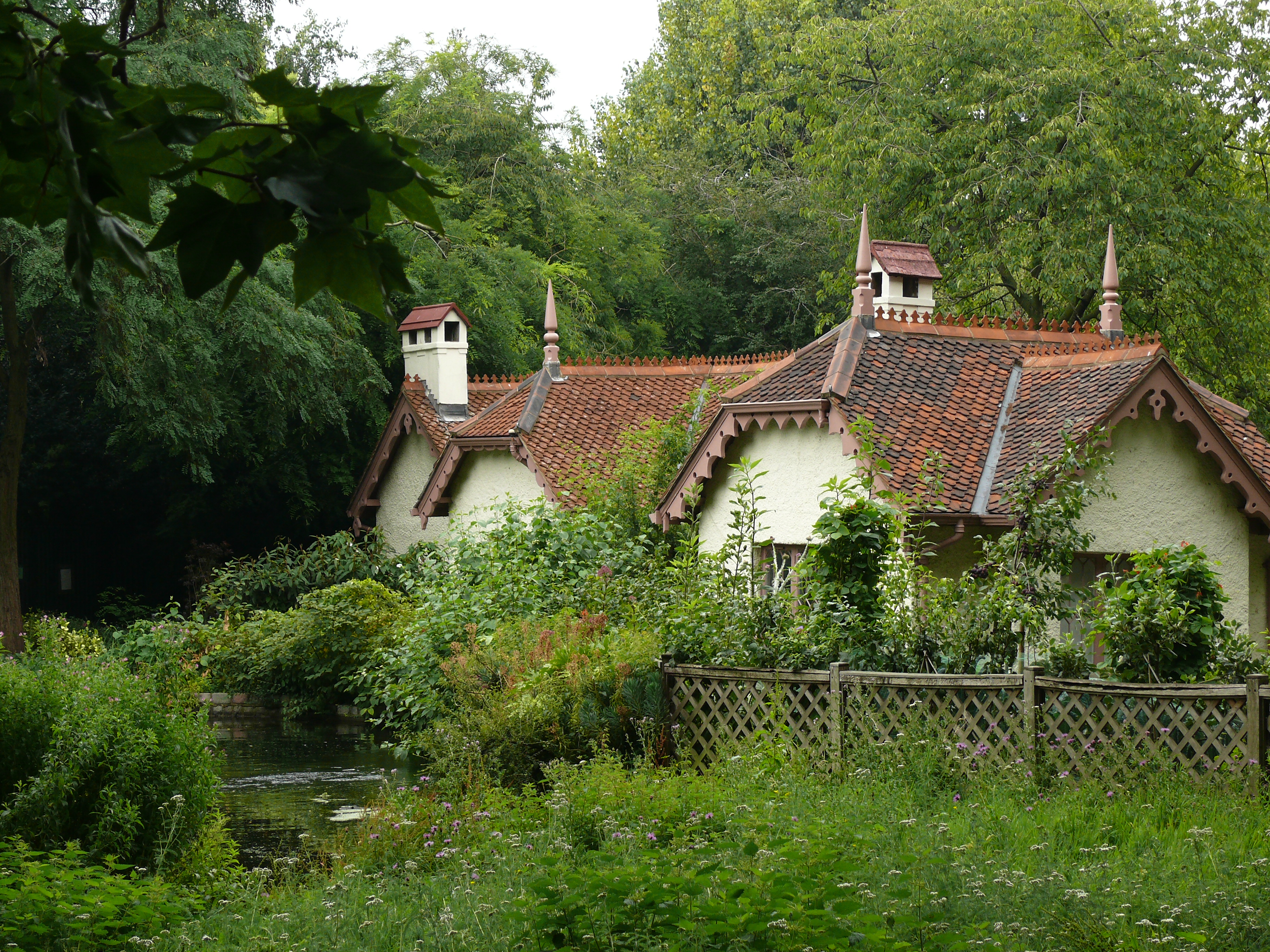
Коттедж в Дак Айленд, парк Сент-Джеймс, Лондон.

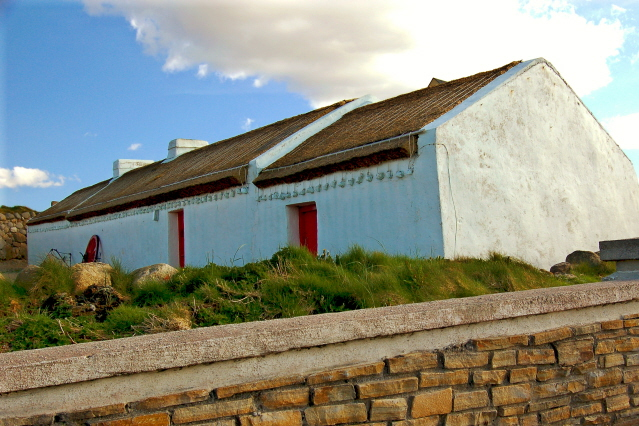
Традиционный ирландский коттедж в графстве Донегол, Ирландия.

В британском английском языке термин теперь обозначает небольшое жилище традиционной постройки, хотя он также может быть применён к современной постройке, построенной, чтобы напомнить традиционные дома («ложные коттеджи»). Коттеджи могут быть отдельными домами или террасами, например, построенными для размещения рабочих в шахтёрских деревнях. Связанное жильё, предоставленное работникам фермы, обычно представляло собой коттедж, см. Коттеджный городок. Создателями композиционного типа традиционного коттеджа являются английские архитекторы Макей Хью Бейли Скотт и Чарлз Фрэнсис Войси.
Слово «коттедж» пришло из английской архитектуры, где оно первоначально обозначало небольшой дом арендатора-«испольщика» — «коттера» — с амбаром и приусадебным участком. В Англии, начиная с IX века, сельскохозяйственные наёмные рабочие жили в этих небольших домах. Крестьяне, работавшие на помещика, отдавали ему за пользование землёй половину урожая или арендную плату. Те дома получили название коттеджей.
С XVI века Англия становится могущественной колониальной державой, ведущей торговой нацией, что приводит к появлению нового класса обеспеченных людей. Всё это приводит к тому, что определяющим типом английского жилья становятся загородные поместья и имения. Именно в XVI веке появилось огромное количество тех классических английских коттеджей, которые и сегодня представляют собой ту сельскую Англию, которую можно увидеть своими глазами во время путешествий. У этих домов есть типичные черты:
- дом имеет крышу со множеством скосов, с кровлей из черепицы или соломы, с крутыми скатами и обязательным дымоходом;
- вдоль стен дома всегда высаживаются вьющиеся растения; в отделке фасадов чаще всего используется камень и штукатурка;
- важное место в архитектуре коттеджа занимает огороженный и всегда ухоженный сад.

Современные российские коттеджи нередко выполнены в английском стиле. Коттеджи в английском смысле этого слова широко распространены также в других европейских странах (преимущественно в скандинавских) и в США, Канаде, Австралии, Новой Зеландии, ЮАР. Там коттедж не является предметом роскоши и служит символом среднего класса. Такой тип коттеджа разрабатывали многие английские архитекторы, среди которых выделяется имя выдающегося мастера рубежа XIX—XX веков — Эдвина Лаченса. Знаменитый архитектор и теоретик европейского функционализма Герман Мутезиус посвятил теме английского коттеджа отдельное исследование: «Английский дом» (Das englische Haus), опубликованное в 1904 году.
Коттедж для отдыха существует во многих культурах под разными названиями. В американском английском языке «коттедж» является одним из терминов для таких домов отдыха, хотя их также можно назвать «домик», «шале» или даже «лагерь». В некоторых странах (например, в Скандинавии, Прибалтике и России) термин «коттедж» имеет местные синонимы: на финском языке mökki, на эстонском языке suvila, на шведском языке stuga, на норвежском языке hytte (от немецкого слова Hütte), на словацком языке chalupa, на русском языке дача (дача, которая может относиться к даче / летнему домику, часто расположенная рядом с водоёмом).
В американских городах есть дома в коттеджном стиле, которые были построены в основном для размещения рабов.
В таких местах, как Канада, «коттедж» не имеет коннотаций размера в сравнении с викарием или скитом.

## Современное использование в разных странах

### Северная Америка

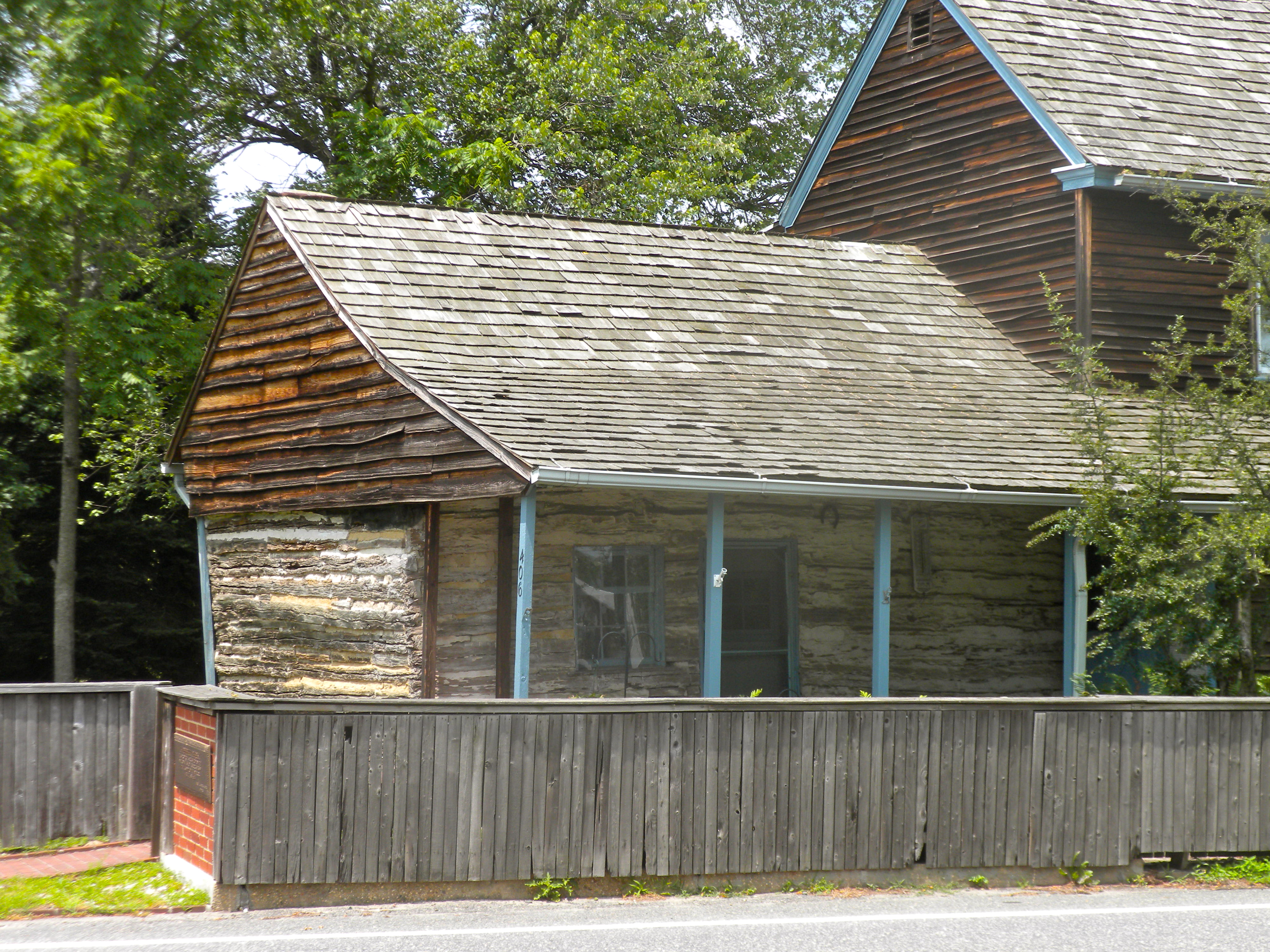
Коттедж построен в 1640 году, недалеко от Шведсборо, штат Нью-Джерси.

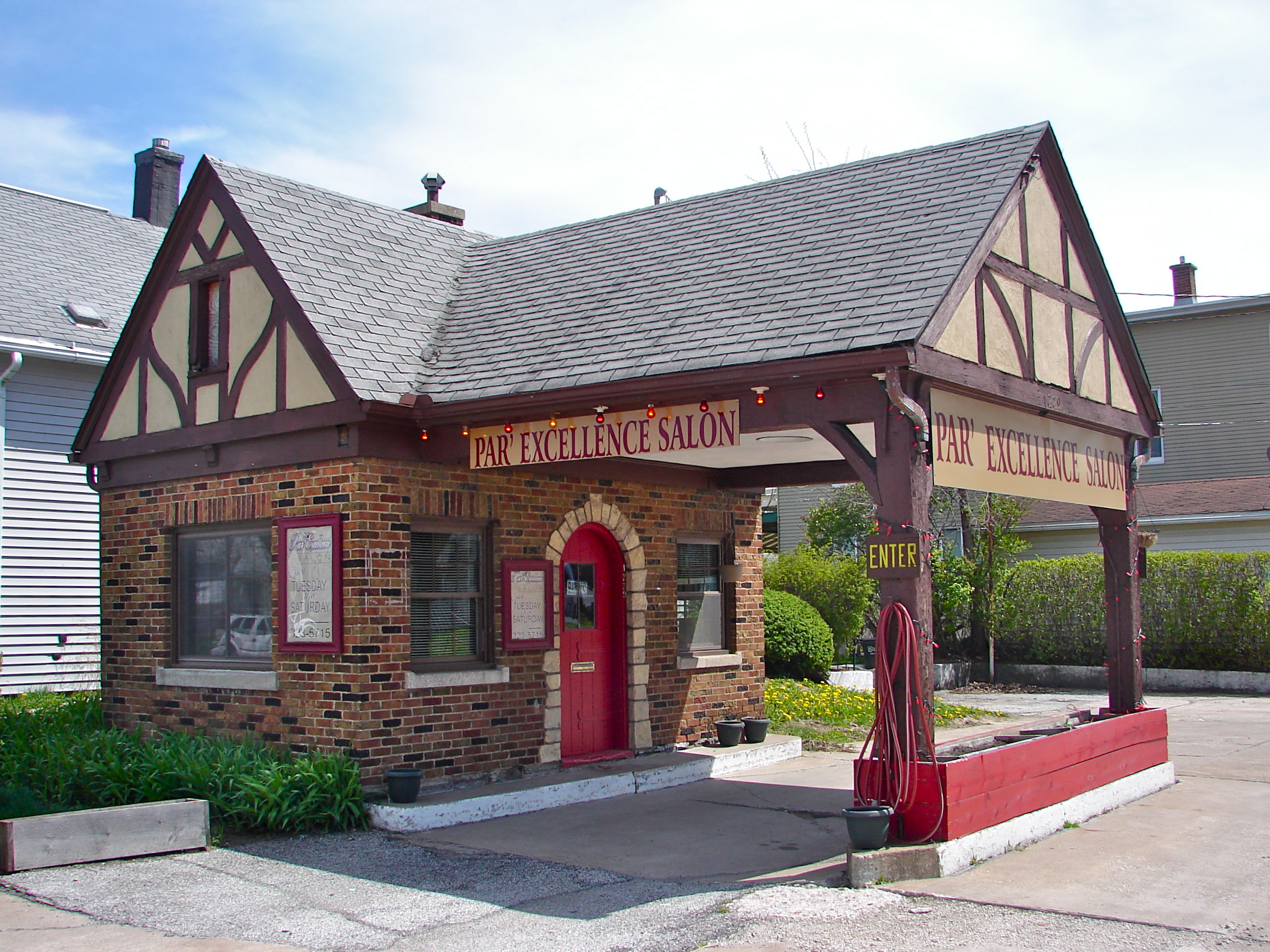
Заправочная станция Wolters в Давенпорте, штат Айова; пример английской заправки в стиле коттеджа.

Хотя Оксфордский словарь английского языка утверждает, что термин коттедж используется в Северной Америке для обозначения «дачи» (часто в большом и роскошном масштабе) у водоёма или в оздоровительном или развлекательном курорте, большинство американцев воспринимают коттедж, особенно дачу, сравнительно небольшим зданием, возможно, недостроенным домом. Различные издания типичного «Американского вебстерского словаря» определяют его как «маленький дом; любое скромное или загородное жилище» (5-е издание), а в одиннадцатом издании даже коттедж для отдыха называют «обычным небольшим домом для отпуска».
В Северной Америке большинство зданий, известных как коттеджи, используются городскими жителями для выходных или летних каникул. Владельцы коттеджей часто сдают свою недвижимость туристам в качестве источника дохода. В Сент-Джоне, Виргинские острова, США, большинство коттеджей — это аренда на время отпуска в выходные или летние каникулы. В Мичигане под коттеджем обычно подразумевается дача подальше от севера, рядом с озером. Примером дома колониальной эпохи в Северной Америке является небольшой дом из полевого камня под названием Boelson Cottage в Fairmount Park, Филадельфия — один из старейших сохранившихся домов в городе (1678—1684).
В жаргоне англоязычной индустрии недвижимости Квебека коттедж — это любой двухэтажный дом, а не бунгало. Тем не менее, «коттеджи» в Восточной Канаде, как правило, расположены рядом с озёрами, реками или океаном в лесных районах. Они используются как место для отдыха с друзьями и семьёй, проведения общих мероприятий, включая плавание, катание на каноэ, катание на водных лыжах, рыбалку, походы и парусный спорт. Есть также много известных летних колоний. Жизнь в коттеджах — это одна из самых популярных туристических достопримечательностей в Онтарио (Канада), части которой стали называть коттедж каунтри (см. Коттеджный посёлок). Этот термин обычно относится к северному и южному берегам залива Джорджии, Мускока, Халибертон, и озера Каварта, но также был использован для описания нескольких других канадских регионов. Практика аренды коттеджей стала широко распространённой в этих регионах, особенно в связи с ростом налогов на недвижимость на набережной.
То, что восточные канадцы называют «коттеджами» (домами сезонного использования), обычно называют «домиками» в большинстве стран Северной Америки. Это наиболее заметно на Среднем Западе и в Западной части Соединённых Штатов, а также в Западной Канаде. В большей части Северного Онтарио, Новой Англии и северной части штата Нью-Йорк летний домик у водоёма известен как лагерь. В 1960-х и 1970-х годах дом A-frame стал популярным коттеджным стилем на севере Америки.
В 1920—1930-х годах многие АЗС были построены в стиле коттеджей Старого Света. Составляя около трети из станций построенных в США в те годы, эти сооружения в стиле коттеджей использовали колоритную домашнюю атмосферу, и получить одобрение им было легче, в отличие от более стилизованных, направленных на привлечение внимания проектов, также широко используемых на заре автомобильной эры.

### Великобритания
В популярной современной культуре Великобритании и Ирландии термин «коттедж» используется в более общем и романтическом контексте и может встречаться в любой эпохе, но этот термин обычно применяется к домам, построенным в современном стиле. Старые, до-викторианские коттеджи, как правило, имеют ограниченную высоту, и часто имеют несущие строительные деревянные конструкции, иногда выходящие в жилое пространство. В современных реконструкциях таких жилищ часто делается попытка повторно разобрать деревянные балки, стропила, посты и т. д., которые были покрыты современной отделкой, в попытке установить предполагаемую историческую подлинность.
Старые коттеджи, как правило, скромные, часто двухквартирные или террасные, всего с четырьмя основными комнатами («две вверху, две внизу»), хотя последующие модификации могут создать более просторные помещения. Однокомнатный дом рабочего или рыбака, часто пристроенный к более крупной собственности, представляет собой особый тип коттеджа и называется пенти (англ. penty). Термин коттедж также использовался для большего дома, который является практическим, а не претенциозным: см. Дом-музей Джейн Остин.

### Ирландия
Ирландские коттеджи (ирл. teachín) исторически были домами крестьян, сельскохозяйственных работников и рабочих, но в последние годы термин приобрёл романтическую коннотацию, особенно когда речь идёт о коттеджах с соломенными крышами (ирл. teach ceann tuí). Их когда-то можно было увидеть по всей Ирландии, но большинство из них обветшало из-за новых и современных разработок. Сегодня коттеджи с соломенными крышами в основном строятся для туристической индустрии, и многие из них сдаются в аренду в качестве жилья.

### Скандинавские страны

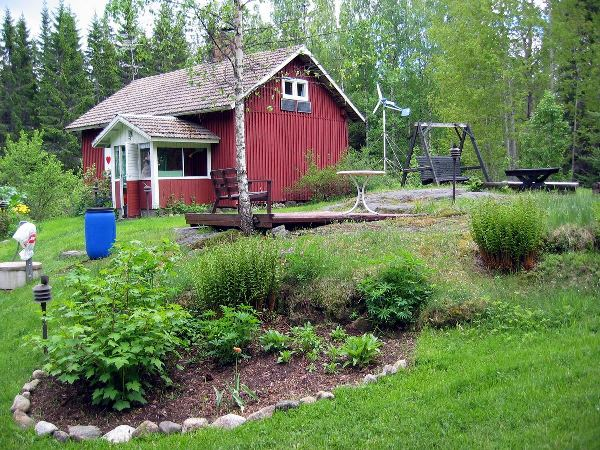
Коттедж на юге Финляндии.

Управление статистикой Финляндии определяет коттедж (фин. mökki, финский шведский: stuga или villa) как «жилое здание, которое используется в качестве жилья для отдыха или отдыха и постоянно строится или возводится на своём участке». Финские коттеджи традиционно строятся из брёвен, но другие деревянные конструкции стали обычным явлением. Они обычно расположены близко к воде, и почти у всех есть сауна.
В 2005 году в Финляндии насчитывается 474 277 коттеджей, в стране насчитывается 187 888 озёр и 179 584 островов, включая арендуемые коттеджи, принадлежащие гостиничным компаниям, но исключая дачные посёлки и здания на садовых участках. В отчётах сообщалось о 4172 новых коттеджах, построенных в 2005 году. Большинство коттеджей расположены в муниципалитетах Куусамо (6 196 коттеджей на 1 января 2006 года), Куопио (5 194), Экенас (Таммисаари — 5 053), Миккели (4 649) и Мянтюхарью (4 630).

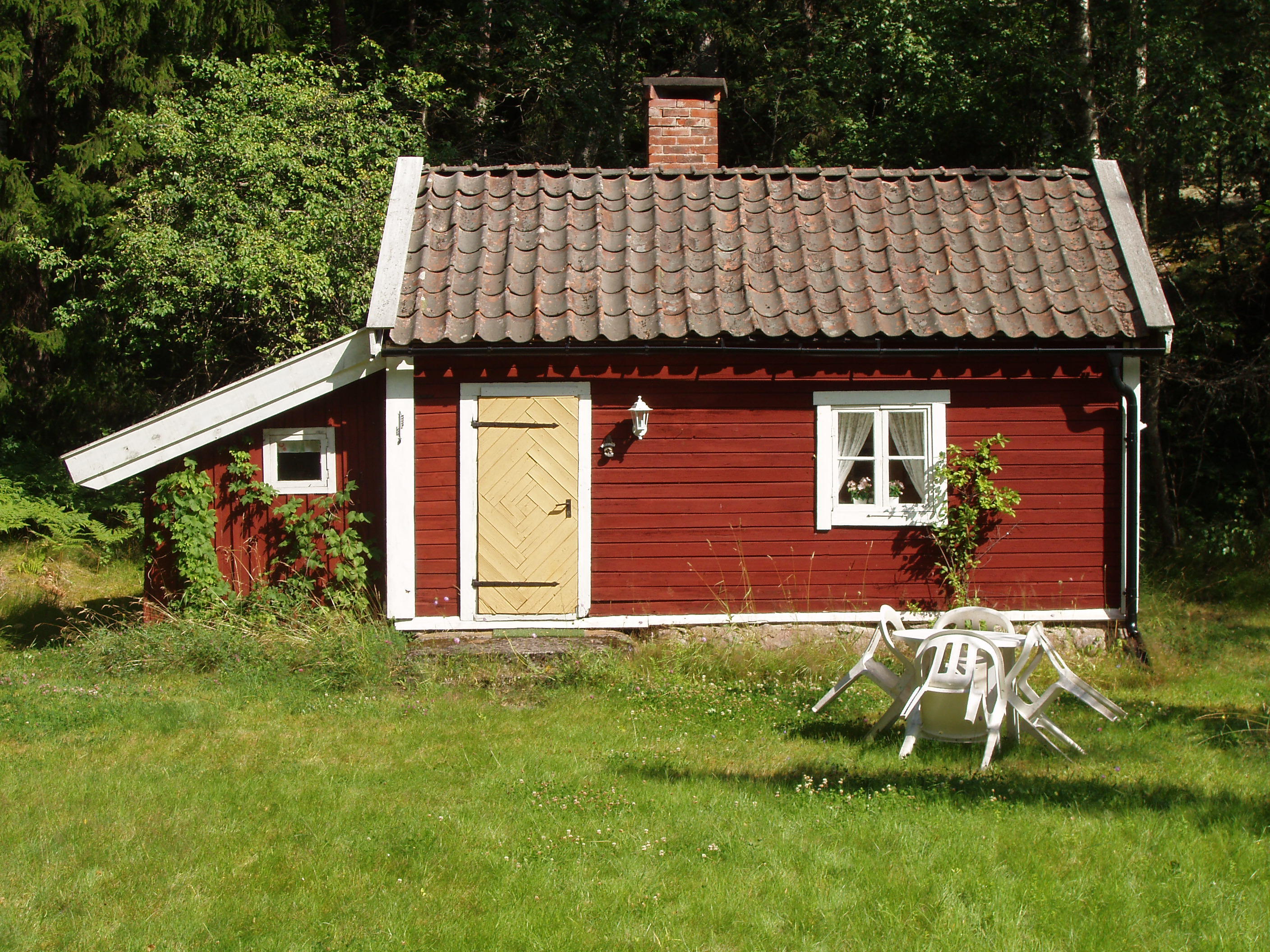
Шведский коттедж в Юстерё, Стокгольм.

Формальным шведским термином для коттеджей является fritidshus (загородный дом) или stuga, которых в Швеции насчитывается 680 000 (2007). По данным Статистического управления Швеции, около 50 % населения Швеции имеет доступ к даче. В повседневных разговорах шведы называют свои коттеджи lantstället (загородный дом) или stugan (коттедж). Большинство домов отдыха в Швеции можно найти вдоль побережья и вокруг крупных городов. Цены сильно варьируются в зависимости от местоположения; современный приморский дом недалеко от Стокгольма может стоить в 100 раз дороже простого коттеджа во внутренних районах северной Швеции.
До конца Второй мировой войны только небольшая богатая шведская элита могла позволить себе дома для отдыха — часто и большой приморский дом, и охотничий домик на севере. Во время быстрой урбанизации в 1950-х и 1960-х годах многие семьи смогли сохранить свои старые фермерские дома, деревенские коттеджи и рыбацкие домики и превратить их в дома для отдыха. Кроме того, экономический рост позволил даже малообеспеченным семьям покупать небольшие участки в сельской местности, где они могли строить простые дома. Бывшие дома для отдыха вблизи крупных городов постепенно превратились в постоянные дома в результате разрастания городов.
Традиционный шведский коттедж представляет собой простой панельный дом из дерева, окрашенный в красный цвет. Они могут содержать 1—3 небольших спальни, а также небольшую ванную комнату. В объединённой кухне и гостиной (англ. storstuga — «сторстуга») обычно есть камин. Сегодня многие коттеджи были расширены за счёт «комнат под открытым небом» (полуотапливаемые наружные помещения со стеклянными стенами и тонкой крышей) и большими деревянными террасами. В результате реформы о садовых будках в 1979 году многие владельцы коттеджей построили дополнительные гестхаусы на своих участках.
Официальный норвежский термин для коттеджей это Hytte или Fritidsbolig (дом отдыха). В остальном это очень похоже на шведский коттедж.

### Россия и СНГ

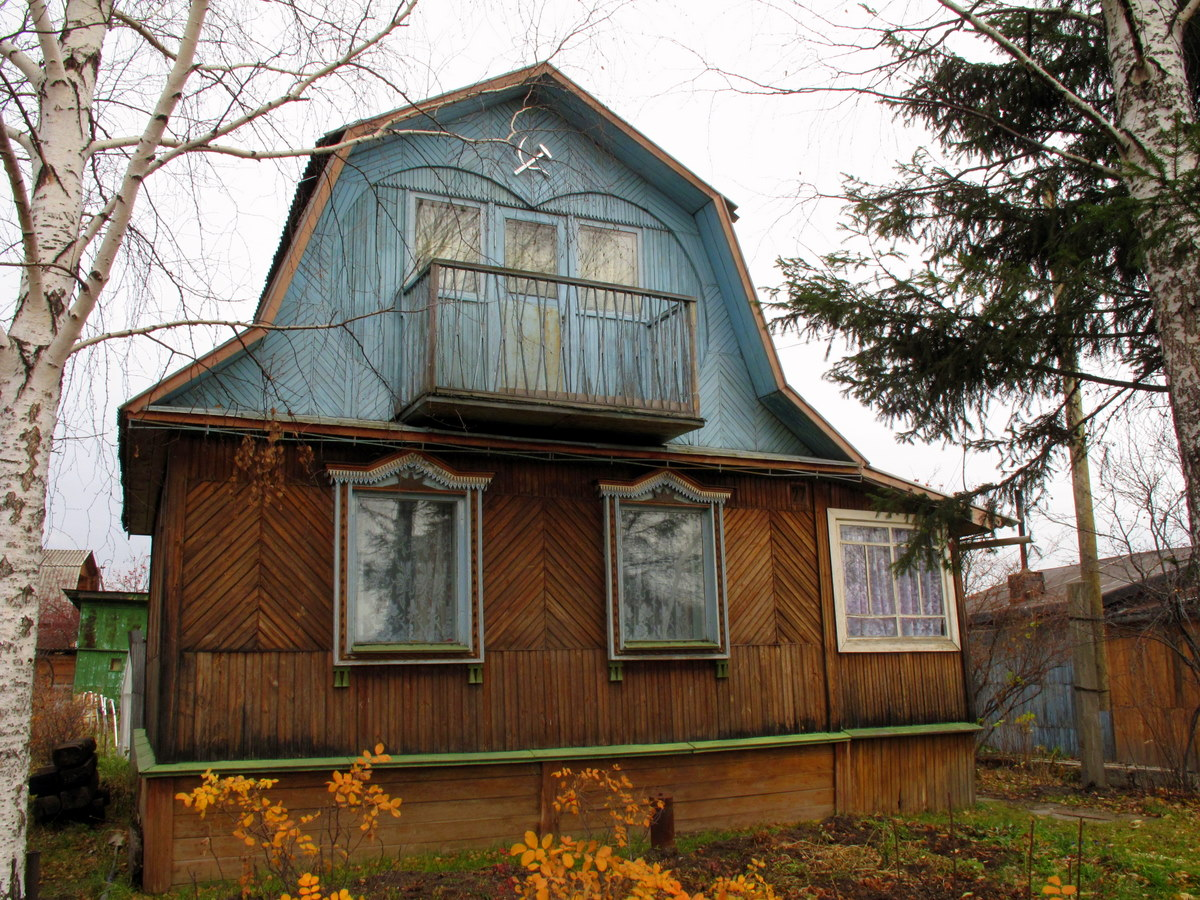
Типичная советская дача — дом коттеджного типа в России и бывших союзных республиках Советского Союза; летний домик в Решётах (Свердловская область).

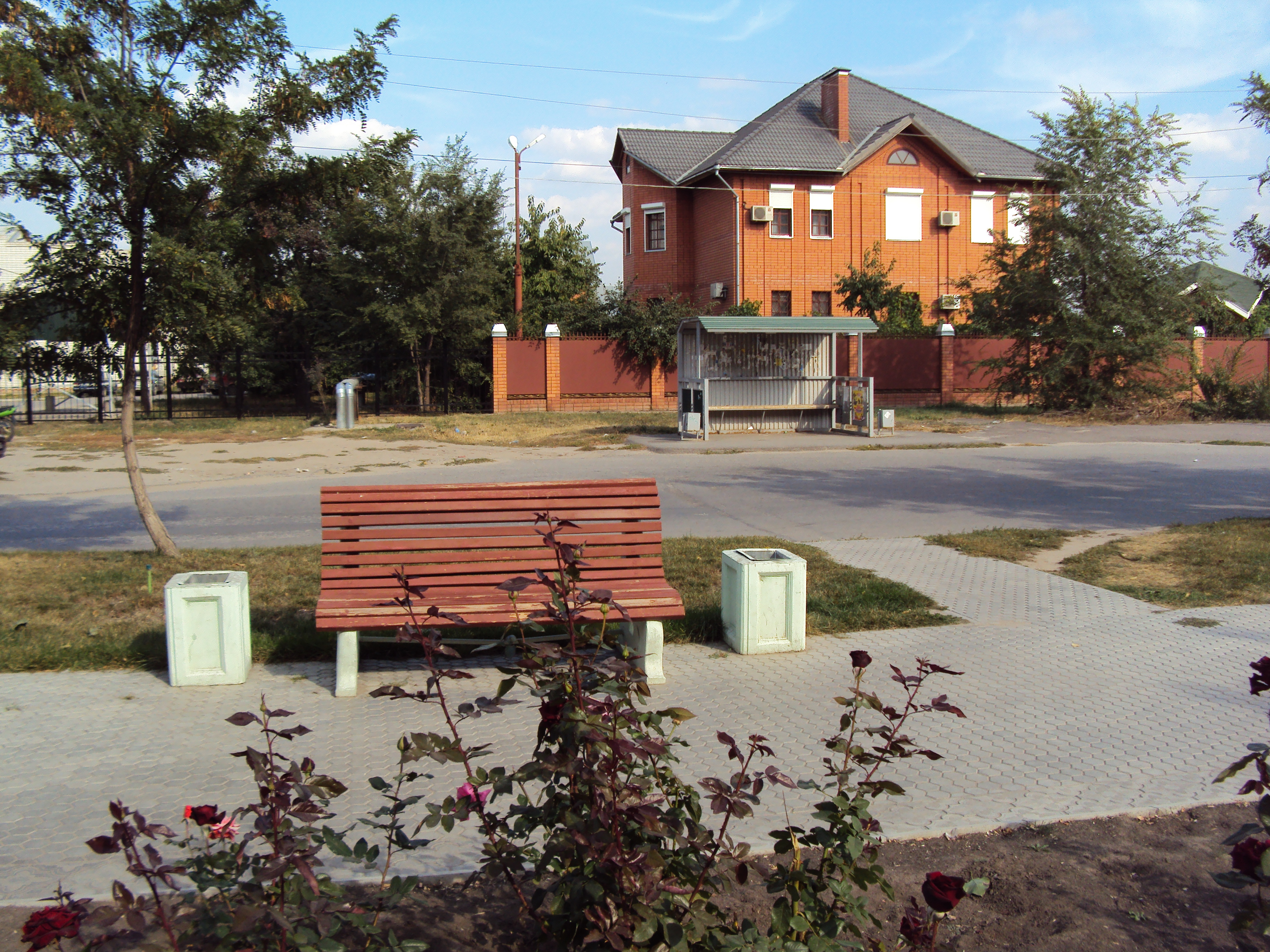
Пример того, что сейчас называют «коттеджем» в России (Михайловка, Волгоградская область).

Первые известные «коттеджи» появились в России в XIX веке, когда была популярной британская культура и англомания. В 1827—1829 гг. архитектором А. А. Менеласом для супруги Николая I в петергофском парке Александрия был построен небольшой дворец, получивший имя собственное Коттедж. Например, в поместье одного из великих князей под Санкт-Петербургом Бориса Владимировича был построен коттедж, полностью выполненный из привозных английских материалов, как хвастливо каламбурил сам хозяин: «Без единого русского гвоздя!».
В СССР коттеджи строились главным образом в 1920-е годы, преимущественно в новых заводских посёлках. В 1970—1990 годы на центральных усадьбах советских колхозов и совхозов строились жилые дома для их работников. Наряду с типовыми многоквартирными домами высотой от 2 до 5 этажей, в населенном пункте могли строиться индивидуальные или спаренные жилые дома, также прозванные коттеджами. От «старых» деревенских домов «совхозные коттеджи» отличаются материалом стен — как правило, использовался широко распространенный силикатный кирпич — и наличием коммунальных удобств: централизованного водоснабжения и канализации, магистрального природного газа, центрального или автономного газового отопления, асфальтированного подъезда. Как правило, коттедж имел участок земли, на котором могли располагаться огород, хозяйственные постройки и гараж. Помимо индивидуальных, строились и двухквартирные «совхозные коттеджи» с изолированными входами и участками земли.
В России 1990-х коттедж, как и многие заграничные заимствования, пережил поистине фантасмагорическое превращение. В начале 90-х годов XX века некто удачно пошутил в СМИ, назвав краснокирпичные «замки» «эпохи первоначального накопления капитала» — «коттеджами на шести сотках». Название прижилось — и так называемый «коттедж» стал неотъемлемым элементом быта «новых русских» (которые, видимо, тонкого английского юмора автора не поняли). В загородной зоне близ шоссе появились охраняемые коттеджные посёлки (которые правильнее было бы назвать «замковыми» или «дворцовыми»). Коттеджами в европейском понимании этого слова в них являются разве что домики для охраны и прислуги.
В современной России многие крупные города окружают коттеджные посёлки. Так что правомерно говорить о появлении термина «российский коттедж» — дом (нередко — особняк, усадьба, поместье), сравнимый по площади с британским villa или даже mansion, и включающий соответствующий участок земли.

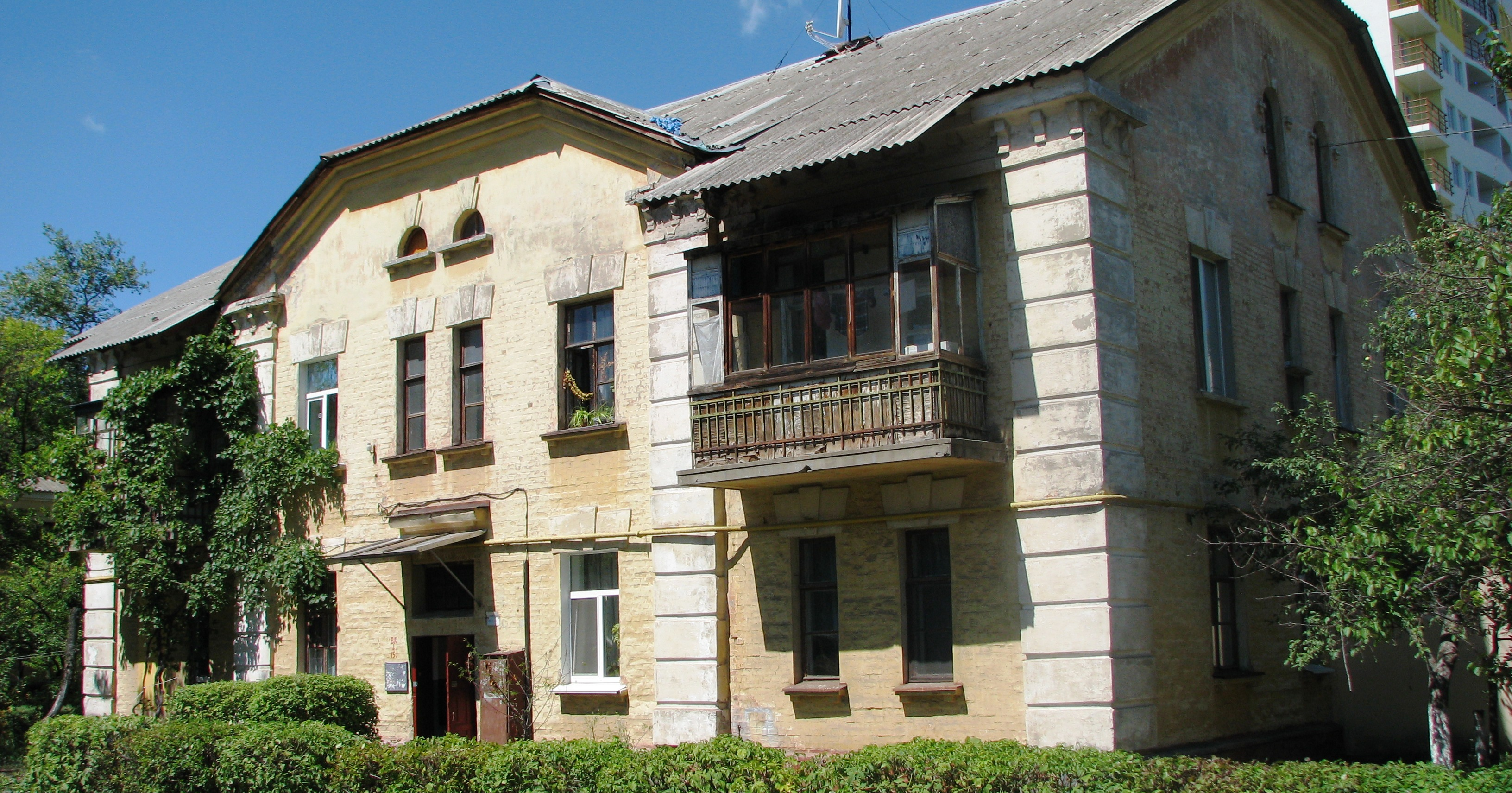
Двухэтажный «немецкий коттедж» в Киеве.

Немецкие коттеджи — народное название сталинских малоэтажных домов, возводившихся немецкими военнопленными в послевоенный период. Название «немецкие коттеджи» распространено в Санкт-Петербурге и Киеве.

### Гонконг
Коттеджи обычно встречаются в районе новых территорий Гонконга. Городские жители переселяются в эти коттеджи в праздничные и летние месяцы, чтобы укрыться от шума и суеты Гонконга.
Большинство коттеджей Гонконга представляют собой трёхэтажные кирпичные строения с балконами на верхних этажах. Часто есть открытая крытая площадка для еды и развлечений. Эти жилища имеют полноценные комнаты и кухни.

### Южная Африка

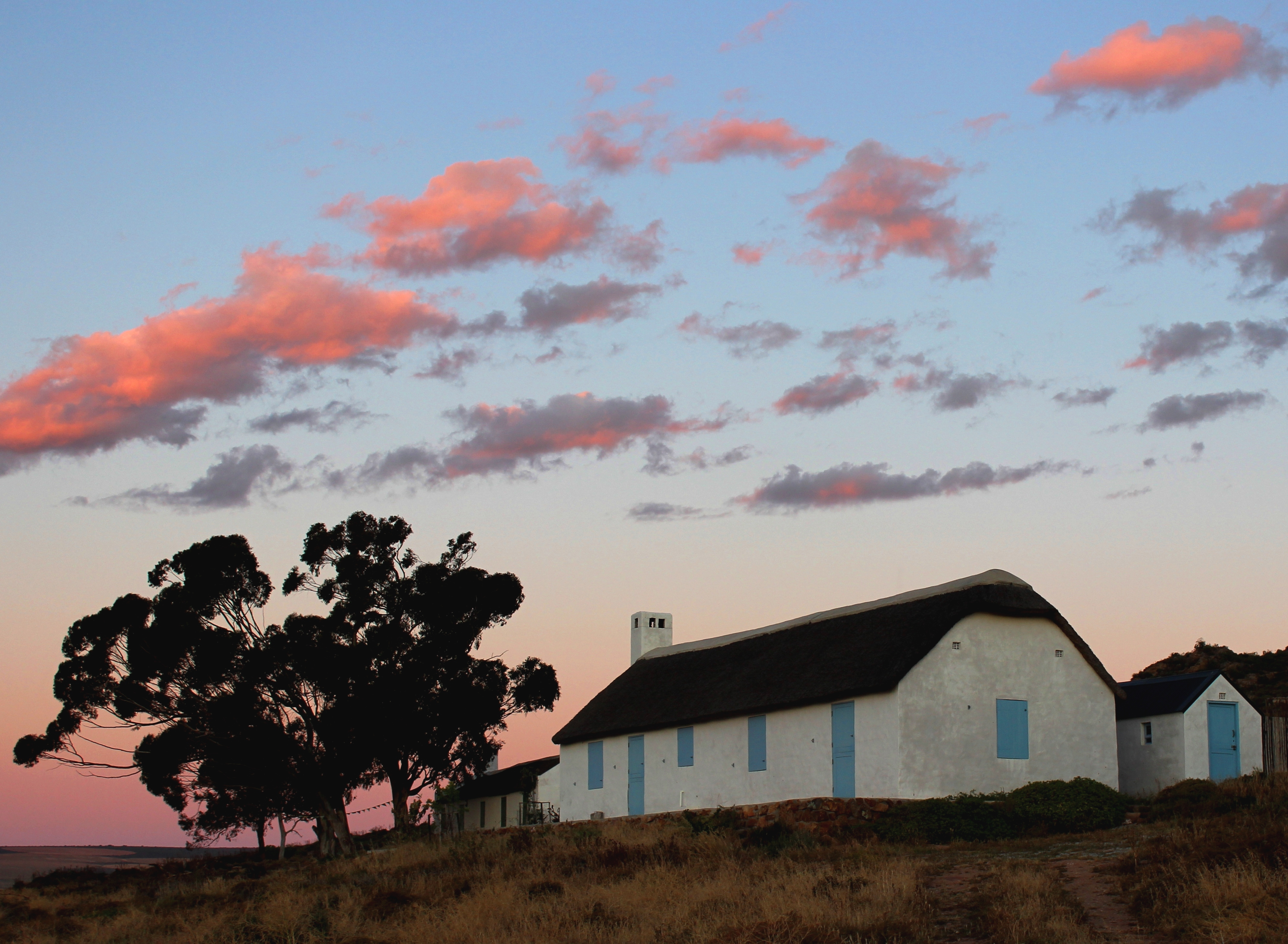
Традиционный коттедж типа «лангуис» в деревне Наследие Верлоренвлей, Западно-Капская провинция, Южная Африка.

Как и в остальном мире, в коттеджах ЮАР размещались сельскохозяйственные рабочие, их друзья и семьи. Ряд коттеджей были также построены для рыбаков вдоль западного и южного побережья страны в течение XVIII и XIX веков.
Большинство коттеджей представляют собой одноэтажные двух-четырёхкомнатные строения, часто вытянутого типа англ. langhuis («лангуис» (в литературном голландском звучало бы как «лангхёйс»), от англ. long cottage, букв. — «длинный коттедж»). Иногда коттеджи устраиваются с мансардой для хранения припасов. Большинство коттеджей расположено в районе Западно-Капской провинции Южной Африки, они имеют соломенные крыши и каменные или глинобитные стены, которые традиционно побелены.
Большое количество оставшихся коттеджей в стране занесено в список объектов наследия.

## Известные коттеджи
Известные коттеджи в разных уголках планеты, ставшие музеями и памятниками:
- Коттедж Епископа Эсбери[англ.] — коттедж XVII века на Ньютон-роуд, Грейт-Барр[англ.], Англия, известный тем, что он был детским домом Фрэнсиса Эсбери, одного из первых двух епископов методистской епископальной церкви[англ.] (ныне Объединённая методистская церковь) в США.
- Брон-Яр-Аур — частный коттедж XVIII века на окраине Махинллета (Уэльс), наиболее известный своей ассоциацией с английской рок-группой Led Zeppelin.
- Коттедж Dove[англ.] — дом на окраине Грасмера[англ.] в Озёрном крае Англии.
- Коттедж Троба[англ.] — исторический коттедж в Мельбурне (штат Виктория, Австралия), построенный в 1839 году первым суперинтендантом округа Порт-Филипп в Новом Южном Уэльсе Чарльзом Ла Тробом и его семьёй.
- Коттедж Окхерст[англ.] — крошечный коттедж XVI века в Хэмблдоне[англ.], графство Суррей, Великобритания.
- Коттедж Артура[англ.] — дом в деревне Каллибакей[англ.] (графство Антрим, Северная Ирландия), является прародиной Честера А. Артура, 21-го президента США.
- Коттедж Томаса Харди[англ.] — дом в Высшем Бокхемптоне[англ.], Дорсет, представляет собой небольшое кирпичное здание с соломенной крышей, в котором родился английский писатель Томас Харди.
- Швейцарский коттедж (Кэр)[англ.] — швейцарский коттедж, расположенный в деревне Килкоммон (англ. Kilcommon) недалеко от города Кэр, графство Типперэри в Ирландии[17].

## Галерея

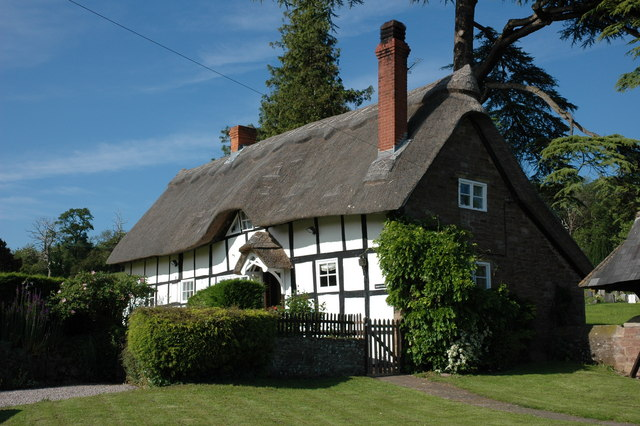
Церковный коттедж, Стреттон Грандисон[англ.], Херефордшир
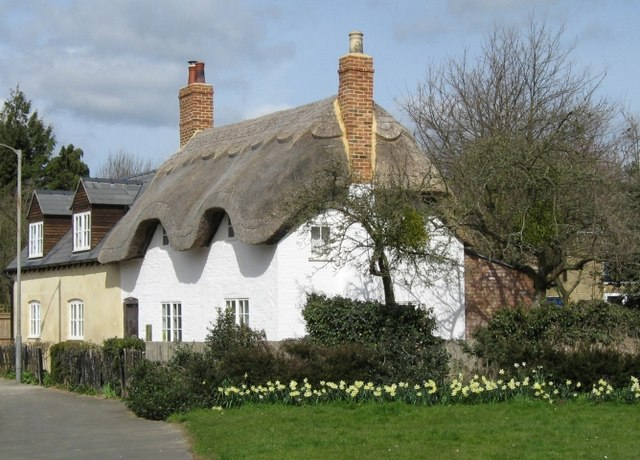
Коттедж с соломенной крышей, Симпсон, Милтон-Кинс
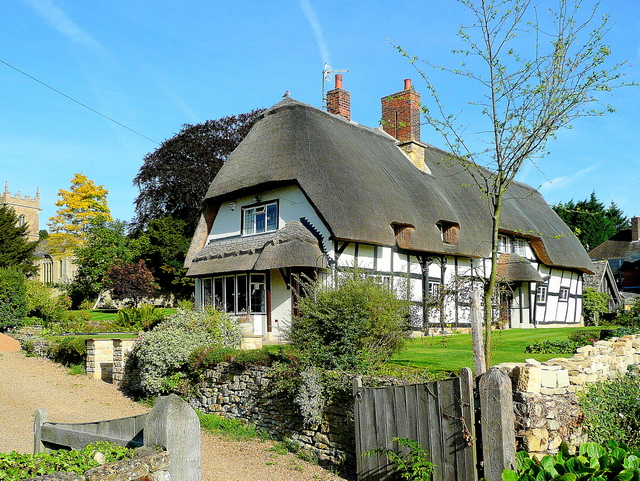
Эштон андер Хилл[англ.], Вустершир
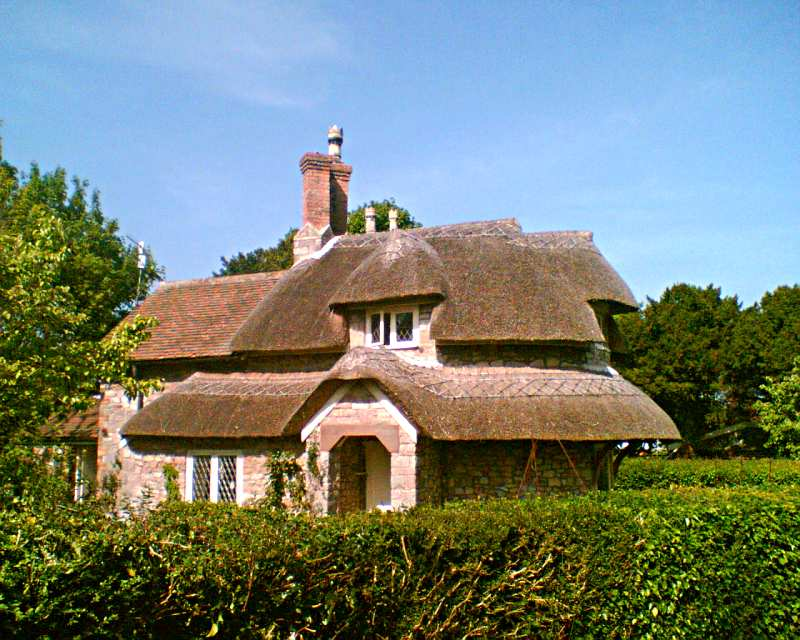
Коттедж, спроектированный Джоном Нэшем в Блез Гамлет[англ.], Бристоль
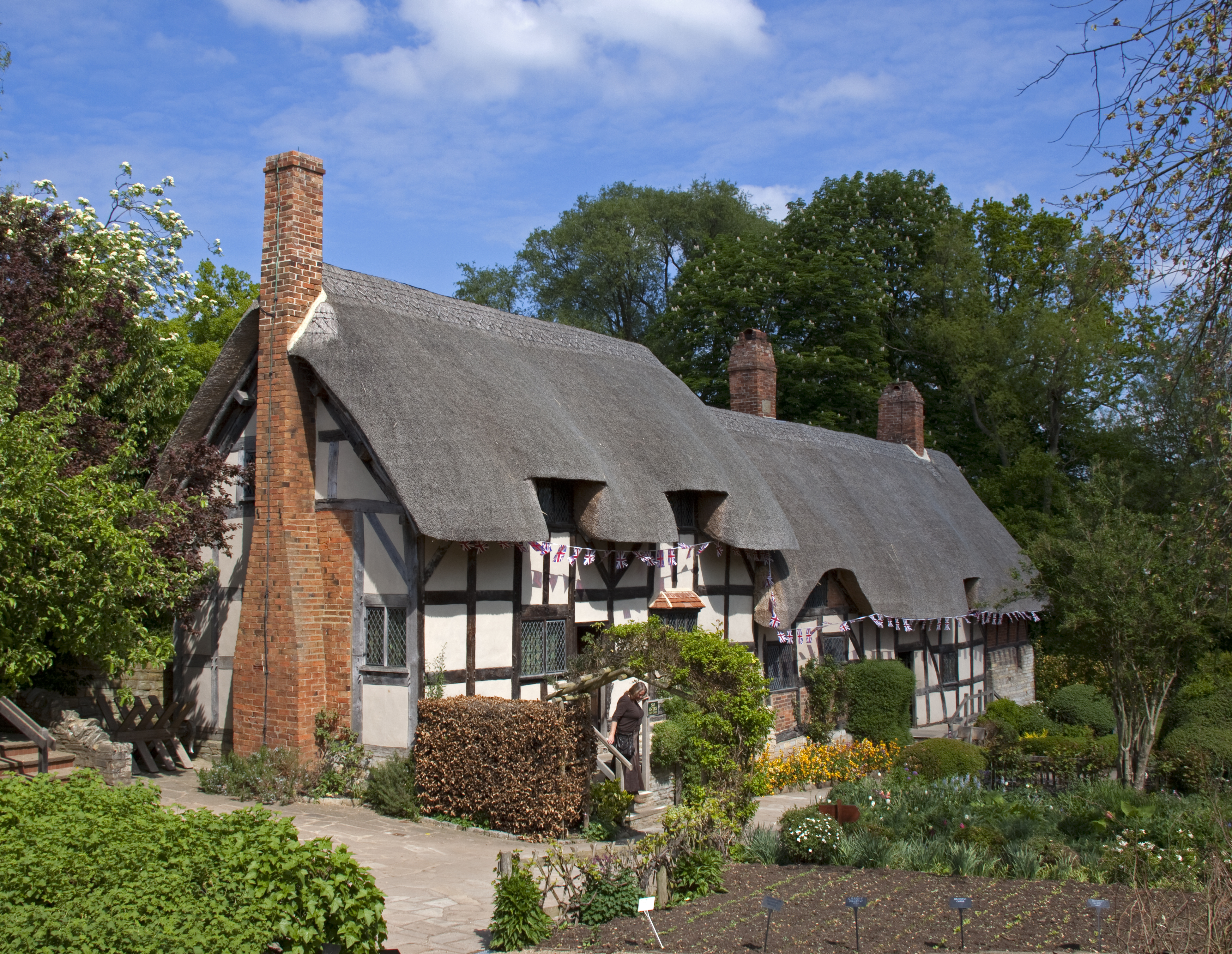
Дом Анны Хэтэуэй, Шоттери[англ.], Уорикшир
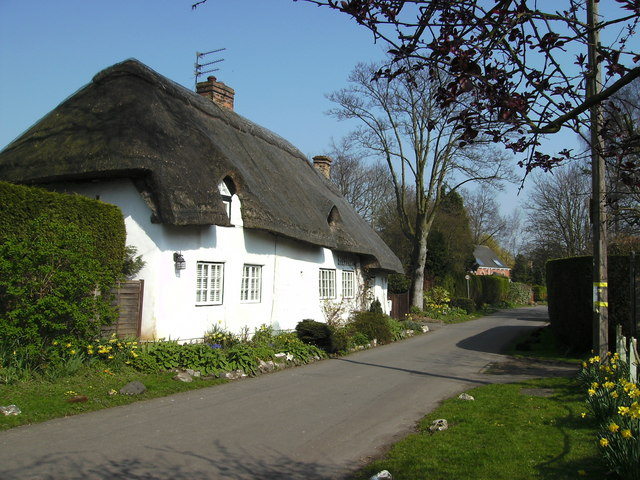
Соломенный коттедж, Бригли[англ.], Линкольншир
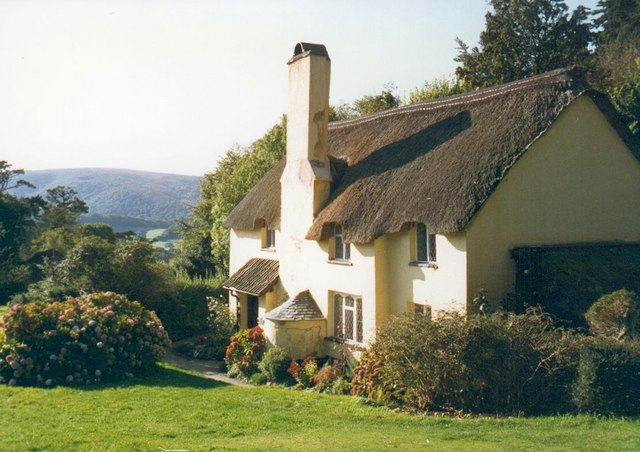
Коттедж, Селворти[англ.], Сомерсет
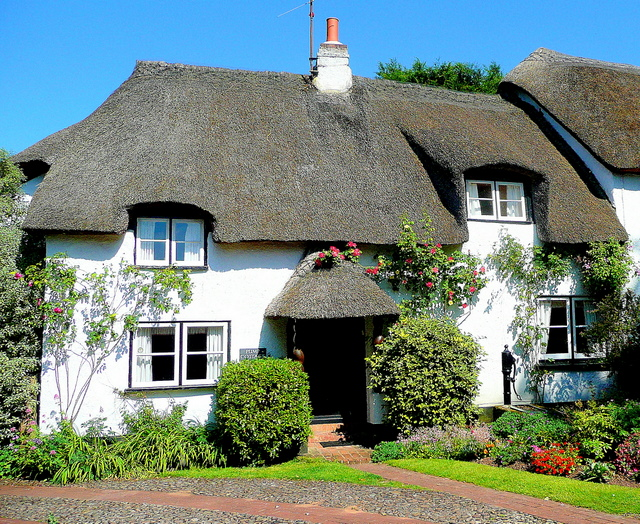
Коттедж, Харпфорд[англ.], Девон

### Другие коттеджи

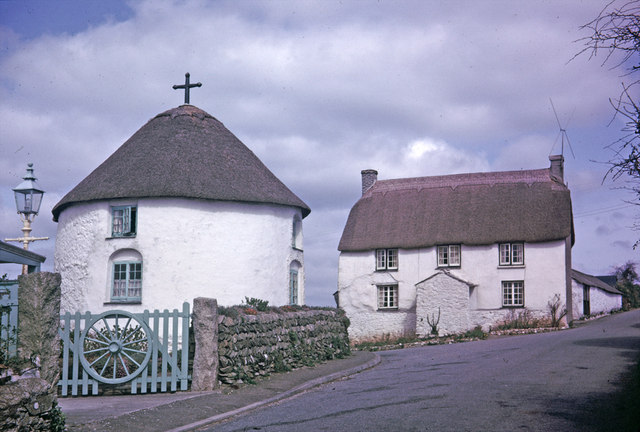
Круглый коттедж в Вериане[англ.], Корнуолл
Коттедж в песчаных дюнах Дании
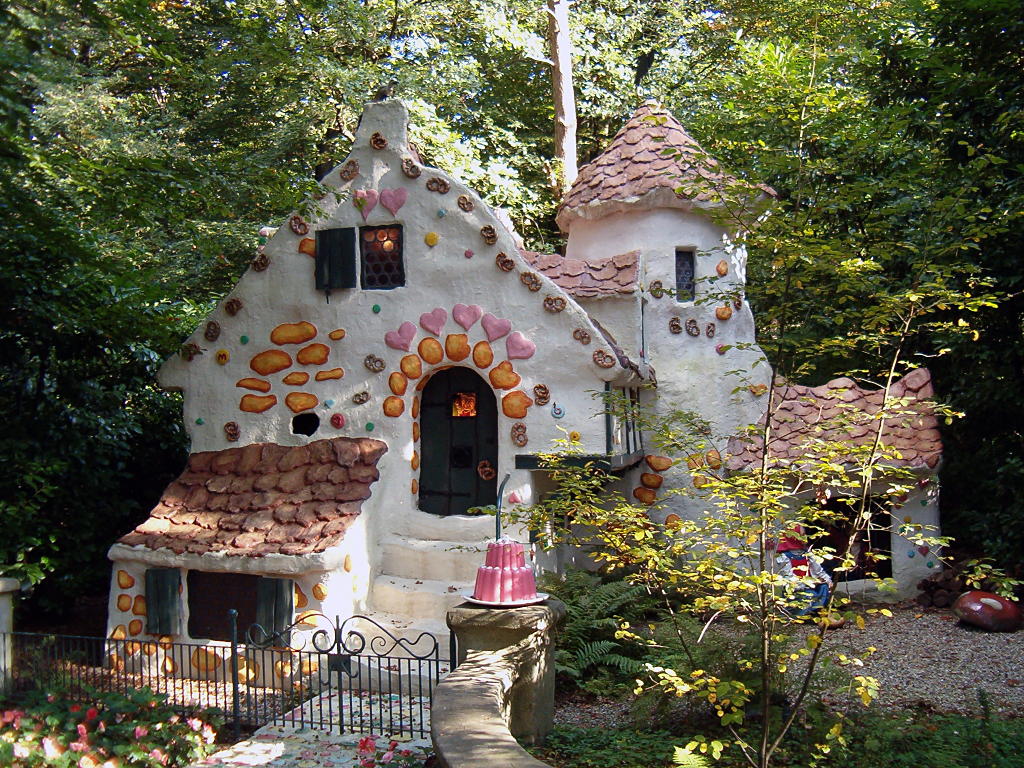
Коттедж Гензель и Гретель в тематическом парке Эфтелинг, Нидерланды
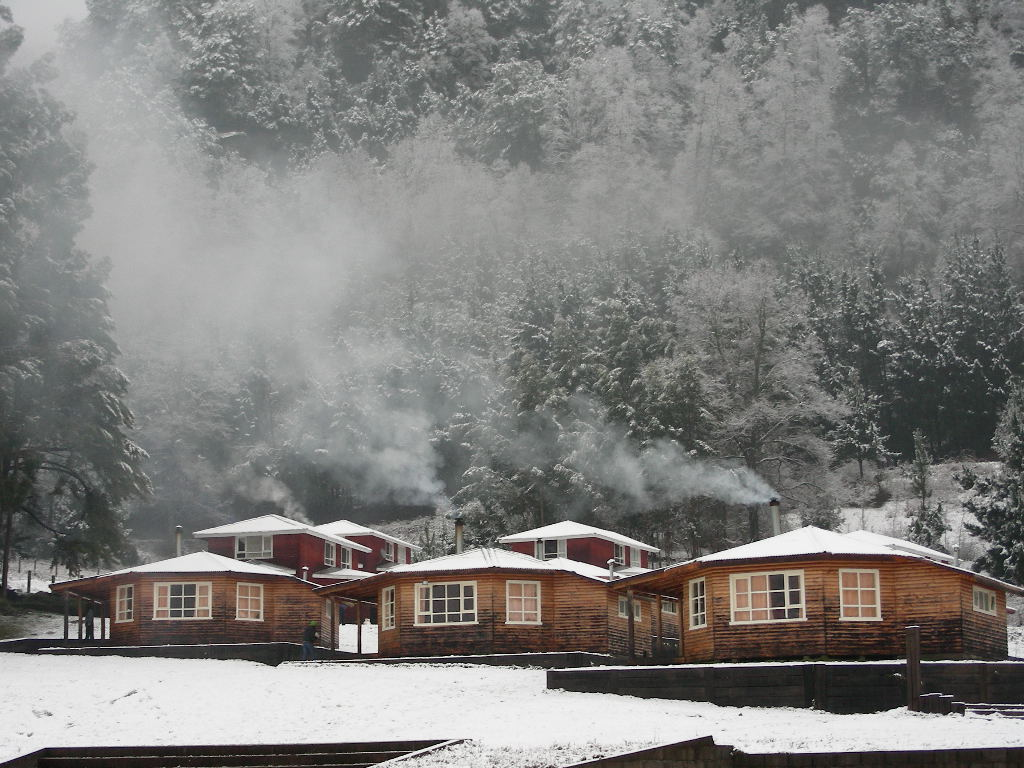
Заснеженные коттеджи возле Курарреуэ, Чили
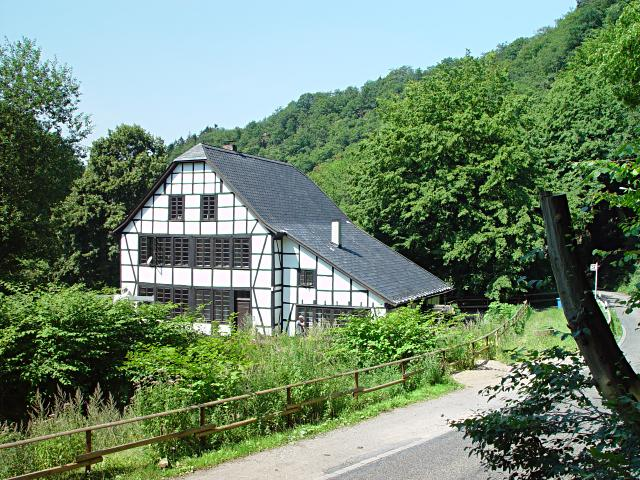
Коттедж (нем. cotter, нем. Kotten или нем. Katen — коттер, коттен или катен) недалеко от Золингена, Германия; сейчас используется как дача
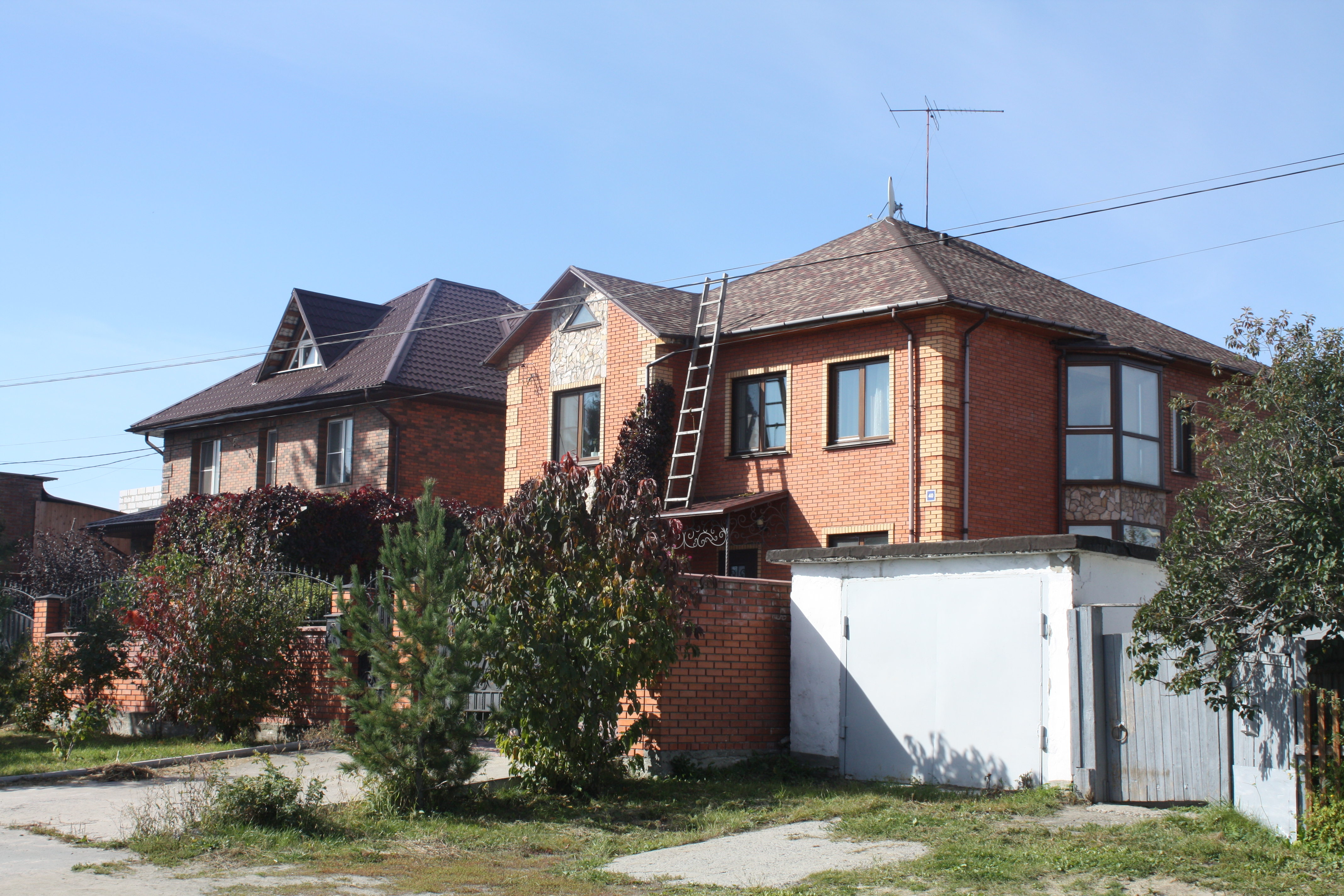
Коттедж в микрорайоне Огурцово, Новосибирск